# Матіашвілі Тамара Михайлівна
Тамара Михайлівна Матіашвілі (1908, село Джугаані, тепер Телавський муніципалітет, Грузія — ?) — грузинська радянська діячка, вчителька, директор жіночої середньої школи № 23 міста Тбілісі Грузинської РСР. Депутат Верховної ради СРСР 2—3-го скликань.

## Життєпис
Народилася в селянській родині в 1908 (за іншими даними — в 1904) році. Закінчила Тифліський державний університет.
Після закінчення університету працювала вчителькою в сільських школах Грузинської РСР.
З 1930-х років — вчителька грузинської мови і літератури жіночої середньої школи № 2 міста Тбілісі. Була громадським інспектором Тбіліського міського відділу народної освіти.
Член ВКП(б) з 1948 року.
На 1949—1950 роки — директор жіночої середньої школи № 23 міста Тбілісі.
Подальша доля невідома.

## Нагороди
- орден Трудового Червоного Прапора
- орден «Знак Пошани»
- медалі